# Vallfogona de Riucorb
Vallfogona de Riucorp (oficialmente en catalán Vallfogona de Riucorb) es un municipio y localidad española de la provincia de Tarragona, en la comunidad autónoma de Cataluña. El término municipal, ubicado en la comarca de la Cuenca de Barberá, tiene una población de 97 habitantes (INE 2024)

## Geografía
El municipio  se halla situado cerca del río Corb y en límite con la comarca de Urgel. Anteriormente fue llamado Vallfogona de Lorda o de Corbell o de Comalats.

## Historia
Fue repoblada por los señores de Santa Coloma de Queralt, luego condes, en el siglo XI, cuando el valle de Vallfogona era conocido como Vallis Alfedio. En 1190 los de Queralt donaron el castillo de Vallfogona a la Orden del Temple quienes mantuvieron la posesión hasta la disolución de la orden en 1312. Pasó entonces a manos de los caballeros hospitalarios que en 1416 restauraron el castillo. Hasta 1855 existe documentación de la encomienda hospitalaria, perteneciente al Gran Priorato de Cataluña.
Hasta la reforma de la nomenclatura municipal de 1916 el municipio se llamaba simplemente Vallfogona. En dicha fecha su nombre fue modificado por el de Vallfogona de Riucorp. En 1984 Vallfogona de Riucorb pasó a ser el nombre oficial.

## Demografía
Cuenta con una población de 97 habitantes (INE 2024).
| Gráfica de evolución demográfica de Vallfogona de Riucorp entre 1842 y 2021 |
| |
| Población de derecho según los censos de población del INE Población de hecho según los censos de población del INEEn estos censos se denominaba Vallfogona: 1842, 1857, 1860, 1877, 1887, 1897, 1900 y 1910 En estos censos se denominaba Vallfogona de Riucorp: 1920, 1930, 1940, 1950, 1960, 1970 y 1981 |

## Economía
Sus bosques son de pino y roble. Aunque tiene tierra de regadío, predomina la agricultura de secano principalmente de olivos. Su economía también crece debido a las aguas mineromedicinales que posee, explotadas en un balneario.

### Evolución de la deuda viva
El concepto de deuda viva contempla sólo las deudas con cajas y bancos relativas a créditos financieros, valores de renta fija y préstamos o créditos transferidos a terceros, excluyéndose, por tanto, la deuda comercial.
| Gráfica de evolución de la deuda viva del ayuntamiento entre 2008 y 2014                             |
| |
| Deuda viva del ayuntamiento en miles de Euros según datos del Ministerio de Hacienda y Ad. Públicas. |

La deuda viva municipal por habitante en 2014 ascendía a 1.070,71 €.

## Cultura
La iglesia parroquial está dedicada a Santa María. Es de estilo gótico aunque su portalada es románica. En 1385 el escultor Jordi de Déu  realizó un retablo con escenas de la vida de la Virgen del que sólo se conservan algunas partes.
Se conserva las ruinas del castillo del tiempo de los templarios. La iglesia de San Pedro dels Bigats se cree que perteneció a un antiguo monasterio instalado en lugar antes de la Reconquista. En el municipio se encuentran cinco molinos hidráulicos harineros, de los que únicamente puede funcionar el Molí de la Cadena de Baix, el más antiguo de Cataluña, de principios del siglo XII, el cual tiene cercana una chimenea que funcionaba en el siglo XIX en lugar de la rueda de madera, conservada en parte. Además, en la parte de delante de la villa, en los Solans, existen ruinas de tres palomares que junto con la mención del palomar del castillo, todos dependían del señor en el Antiguo Régimen, estudiados de documentación del Archivo de la Corona de Aragón por Francesc Carreras Candi.
Uno de los personajes más famosos de la población fue Francesc Vicent Garcia, el rector de Vallfogona, ordenado sacerdote en Vich el año 1605, autor poético de estilo humorístico, tenía relación con poetas de la época como Lope de Vega y con el bandolero Rocaguinarda, al cual le dedicó un soneto el millor pillard del cristianisme.
La fiesta mayor de Vallfogona se celebra el 15 de agosto. La fiesta de invierno es el 4 de diciembre.